# Bruch (Halver)
Bruch ist ein Ortsteil von Halver im Märkischen Kreis im nordrhein-westfälischen Regierungsbezirk Arnsberg in Deutschland.

## Lage und Beschreibung
Bruch liegt auf 300 Meter über Normalhöhennull nordöstlich des Hauptortes an der Landesstraße 868, die im nahen Oeckinghausen von der Bundesstraße 229 abzweigt. Weitere Nachbarorte sind Mesenhohl, Bocherplatz, Bochen, Ober- und Mittelcarthausen, Carthausen, Lömmelscheid, Clev, Heesfeld und die Heesfelder Mühle und der Heesfelder Hammer. Die Bräumke, ein Zufluss der Hälver, durchfließt den Ort. Nordöstlich erhebt sich die 350 m ü. NHN hohe Susannenhöhe.
Im von Clev, Bruch und Oeckinghausen aufgespannten Dreieck befindet sich ein größeres Gewerbegebiet, das die ganze Fläche einnimmt. Auch in Bruch selber ist Gewerbe angesiedelt.
Im Ort befand sich ein Steinbruch, der vermutlich der Namensgeber war. In der „Schule an der Susannenhöhe“ in Bruch, eine Förderschule mit dem Schwerpunkt Lernen, werden Kinder mit Lernschwierigkeiten unterrichtet.

## Gewerbegebiet an der Susannenhöhe
An der Susannenhöhe soll zudem ein weiteres Gewerbegebiet auf 120.000 Quadratmetern Fläche entstehen. In Oeckinghausen bzw. dem angrenzenden Bruch soll auf einem Acker unterhalb der Susannenhöhe das neue Gewerbegebiet mit sieben Grundstücken errichtet werden. Die Stadt will damit den Bedarf heimischer Unternehmen decken. Es wird davon ausgegangen, dass im neuen Gewerbegebiet etwa 90 Arbeitsplätze geschaffen werden könnten. Bei einem Teil soll es sich aber vermutlich um bestehende Arbeitsplätze handeln, die lediglich aus Halver verlagert würden. Somit wird das Gewerbegebiet Susannenhöhe aber auch als wichtigen Faktor zur Sicherung des Wirtschaftsstandortes Halver angesehen. Im Januar 2013 sollen bereits drei Bauanfragen für das neue Gewerbegebiet bei der Stadt Halver vorgelegen haben. Bisher gab es allerdings sowohl direkt als auch indirekt Betroffene, die dem Vorhaben des neuen Gewerbegebietes eher skeptisch gegenüberstehen.
Die erste Firma, die sich auf dem Gelände ansiedeln will, ist eine Lüdenscheider Firma, die ihren Standort bisher an der Wiesenstraße im Lüdenscheider Stadtteil Kluse hat. Die baulichen Veränderungen für eine Modernisierung und Erweiterung des Betriebes konnten am alten Standort an der Wiesenstraße allerdings nicht mehr durchgeführt werden. Deshalb werde das Unternehmen mit der Verwaltung, der Kunststofffertigung und der Montage im Jahr seines 110-jährigen Bestehens nach Halver umziehen. Die Metallfertigung solle vorerst in Lüdenscheid verbleiben, da es dort noch eine relativ neue Fabrikhalle gebe. Allerdings soll, wenn neue Maschinen benötigt werden, auch die Metallfertigung zur Susannenhöhe umziehen. Platz sei dafür genug auf dem neuen 27.000 Quadratmeter großen Grundstück an der Susannenhöhe. Die Zahl der 50 bis 55 Arbeitsplätze (mit der Metallfertigung zusammen) soll sich am neuen Standort an der Susannenhöhe vsl. noch weiter erhöhen. Auf dem neuen Gelände an der Susannenhöhe sollen sich lt. der Stadt Halver neben größeren Betrieben auch kleinteilige Interessenten ansiedeln können.
Dort, wo die Stadt Halver momentan an der Susannenhöhe ein neues Gewerbegebiet ansiedeln will, wird momentan bereits im archäologischen Sinne gearbeitet. Ein Bagger riss dafür drei jeweils viermal 100 Meter lange Gräben in den Boden. Der zu bebauende Acker befinde sich demnach auf einer so genannten Lesefundstelle, also in einem Bereich, in dem in der Vergangenheit bereits häufiger historisch wertvolle Stücke eingesammelt wurden, um sie anschließend dem Landschaftsverband Westfalen-Lippe (LWL) zu überlassen. Ehe schweres Gerät zur Vorbereitung des Gewerbegebiets anrollt, war die Stadt Halver in der Pflicht, den Bereich auf weitere Fundstücke hin überprüfen zu lassen. In dem Bereich gebe es deutliche Anzeichen einer damaligen Eisenverhüttung. Es wurden dort Keramik und Schlackereste gefunden. Und zwar in solchen Mengen, dass der LWL bereits eine so genannte Prospektion, also die Erkundung und Erfassung des archäologisch interessanten Gebiets, veranlasst hatte. Die seit Mittwoch, den 20. Februar 2013, durchgeführte Überprüfung sollte nun noch einmal Sicherheit darüber geben, wertvolle Funde nicht versehentlich bei den Bauarbeiten zu zerstören. Insgesamt seien 31 Fundorte in Halver gelistet worden. Dies sei für eine bergige Region durchaus viel an Fundorten. Bis zum Ende der Grabungen Abend des 22. Februar 2013 brachte die Suche lediglich einen Fund zutage, von dem vor Ort nicht eindeutig geklärt werden konnte, ob er von Menschenhand erzeugt worden oder natürlichen Ursprungs sei. Die letzte Entscheidung, ob das Gewerbegebiet im Zeitplan bleibe, fälle nun der Landschaftsverband. Wenn der LWL keine weitere Grabungen veranlasse, könne das städtische Projekt unvermindert fortgeführt werden. Die Erschließung nach dem Ratsbeschluss der Stadt Halver und den letzten erforderlichen Genehmigungen sollen dann schnellstmöglich starten. Die zeitliche Verzögerung für die Stadt Halver könne sich bei weiteren Grabungen indes auf etwa drei Monate belaufen. Das Gewerbegebiet solle danach aber trotzdem wie geplant gebaut werden.

## Geschichte
Bruch wurde erst im 19. Jahrhundert eine eigenständige Siedlung, zuvor war es Teil von Oeckinghausen. Der Ort lag an der Trasse der Hälvertalbahn.
1818 lebten neun Einwohner im Ort. 1838 gehörte Bruch der Oeckinghauser Bauerschaft innerhalb der Bürgermeisterei Halver an. Der laut der Ortschafts- und Entfernungs-Tabelle des Regierungs-Bezirks Arnsberg als Hof kategorisierte Ort besaß zu dieser Zeit drei Wohnhäuser, eine Fabrik bzw. Mühle und zwei landwirtschaftliches Gebäude. Zu dieser Zeit lebten 18 Einwohner im Ort, allesamt evangelischen Glaubens.
Das Gemeindelexikon für die Provinz Westfalen von 1887 gibt eine Zahl von 21 Einwohnern an, die in zwei Wohnhäusern lebten.

## Verkehrsanbindung

### Bahnverkehr
Der nächstliegende Bahnhof ist der Bahnhof Brügge (Westfalen).
Dieser ist per Auto oder Bus in wenigen Fahrminuten gut erreichbar.

### Busverkehr
Die Anbindung des Stadtteils an den öffentlichen Personennahverkehr erfolgt durch die Buslinien 55 und 85 der Märkischen Verkehrsgesellschaft (MVG).
Wichtige Bushaltestellen in dem Stadtteil sind: „Susannenhöhe“, „Oeckinghausen Schule“, „Heesfeld“ und „Deutsches Eck“.

### Straßenverkehr
Die Anbindung an das Bundesautobahnnetz erfolgt über die nahegelegenen Abfahrten Nr. 13 Lüdenscheid-Nord und Abfahrt Nr. 14 Lüdenscheid der Bundesautobahn 45. Diese führt Richtung Norden nach Hagen und Dortmund sowie in Richtung Süden nach Siegen, Wetzlar, Gießen und Frankfurt am Main. Eine weitere Anschlussstelle ist die Abfahrt Nr. 15 Lüdenscheid-Süd der Bundesautobahn A 45. Auch die beiden Bundesstraßen B 54 und B 229 liegen in der Nähe vom Bruch und sind innerhalb weniger Fahrminuten gut erreichbar. Einige Parkplätze innerhalb von Bruch sichern den Autofahrern genügend Parkmöglichkeiten zu.